# Municipio de Powell (Arkansas)
El municipio de Powell (en inglés: Powell Township) es un municipio ubicado en el condado de Craighead en el estado estadounidense de Arkansas. En el año 2010 tenía una población de 2952 habitantes y una densidad poblacional de 47,49 personas por km².

## Geografía
El municipio de Powell se encuentra ubicado en las coordenadas 35°55′43″N 90°38′45″O / 35.92861, -90.64583. Según la Oficina del Censo de los Estados Unidos, el municipio tiene una superficie total de 62.16 km², de la cual 61,41 km² corresponden a tierra firme y (1,21 %) 0,75 km² es agua.

## Demografía
Según el censo de 2010, había 2952 personas residiendo en el municipio de Powell. La densidad de población era de 47,49 hab./km². De los 2952 habitantes, el municipio de Powell estaba compuesto por el 96,61 % blancos, el 0,58 % eran afroamericanos, el 0,44 % eran amerindios, el 0,34 % eran asiáticos, el 1,08 % eran de otras razas y el 0,95 % eran de una mezcla de razas. Del total de la población el 1,42 % eran hispanos o latinos de cualquier raza.